# جمعية الرسالة الدينية

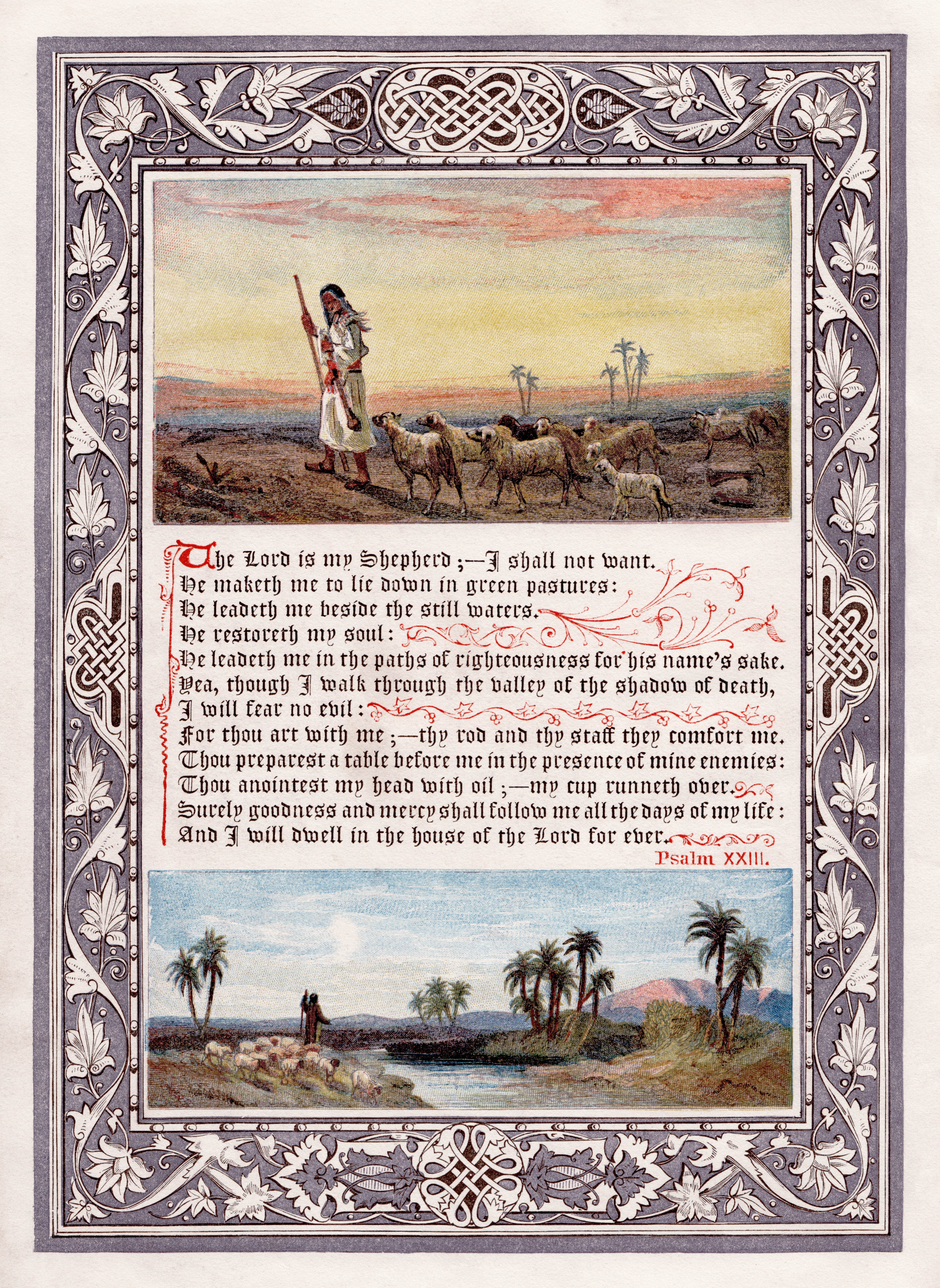
Illustration from ”The Sunday at Home”, 1880, one of their publications.

جمعية الرسالة الدينية تأسست عام 1799، في شارع 56 باتيرنوستر و شارع 65. كان بولز تشوتشيارد و 164 بيكاديللي، الاسم الأصلي لناشر بريطاني رئيسي للأدب المسيحي مخصص للتبشير في البدايات، بما في ذلك الأدب الذي يستهدف الأطفال والنساء والفقراء.
يُشار إلى هذه الجمعية أيضًا كونها ناشر لـ القصة الخاصة بالصبي و  القصة الخاصة بالفتاة و ساعة الراحة.

## المجموعة التأسيسية
من وقت تأسيس جمعية الرسالة الدينية ، كان هناك دعم من الأساقفة ، بما في ذلك شوت بارينجتون (دورهام) وبيلبي بورتوس (لندن). المجموعة التأسيسية شملت:
- David Bogue, مستقل ;[4]
- Robert Hawker, أنجليكاني ;[5]
- Joseph Hughes  [لغات أخرى]‏, المعمد [6]
- Joseph Reyner as treasurer, business partner of Joseph Hardcastle  [لغات أخرى]‏, مستقل t.[7]